# Cappello dottorale

Cappello dottorale dell'Università di Lund

Il cappello dottorale è parte dell'abbigliamento accademico delle università di alcuni paesi, in particolare Svezia e Finlandia. Consiste di un cilindro di seta nera usato principalmente in cerimonie accademiche, ed è ricevuto dai dottorandi nella cerimonia di conferimento del dottorato.

## Uso
In Finlandia il cappello dottorale è conferito insieme alla spada. In Svezia di dottorandi ricevono una corona d'alloro e un anello dottorale, e in aggiunta il cappello dottorale è usato tradizionalmente nelle facoltà di teologia, giurisprudenza, medicina e farmacia in diversi atenei, come l'Università di Uppsala, l'Università di Lund e l'Università di Linköping, ed è conferito ai dottorandi accompagnato dalla frase accipe pileum ("ricevi il cappello"). Presso l'Università di Umeå il cappello dottorale è usato solo nella facoltà di medicina, mentre altre università, come l'Istituto reale di tecnologia, non conferiscono il cappello dottorale (ad eccezione dei dottorati honoris causa).
Un cappello dottorale costa circa 500 € e il colore e l'aspetto esatti solitamente variano in base alla facoltà.